# Sidiga Washi
Sidiga Abdelrahim Washi (5 tháng 3 năm 1955 – 3 tháng 10 năm 2018) là một học giả người Sudan chuyên về dân số, sức khỏe sinh sản và dinh dưỡng.

## Giáo dục
Cử nhân Khoa học, Đại học Ahfad, 1981.
Cử nhân Khoa học, Đại học Qatar, 1984.
Thạc sĩ Khoa học, Đại học bang Iowa, 1988.
Tiến sĩ Triết học, Đại học bang Iowa, 1992.

## Sự nghiệp
Washi là thành viên của Hiệp hội Khoa học Babiker Badri cho Nghiên cứu Phụ nữ  (với tư cách là nhà hoạt động từ năm 1985, và sau đó là thư ký 1985. Phát triển (Giải thưởng danh dự năm 1991), Liên đoàn kinh tế gia đình quốc tế, Hiệp hội kinh tế gia đình châu Phi, Hiệp hội nghiên cứu Sudan, Giáo dục dinh dưỡng xã hội.

### Vị trí tổ chức
- Chủ tịch Liên đoàn Kinh tế Gia đình Quốc tế (IFHE) từ năm 2016 đến 2018 Lưu trữ ngày 6 tháng 1 năm 2019 tại Wayback Machine
- Phó chủ tịch khu vực Đông Phi cho Hiệp hội giáo dục và đào tạo nghề quốc tế (IVETA) trong bốn năm và là thành viên của Hiệp hội phụ nữ phát triển (AWID).
- Tư vấn cho OXFAM, UNICEF, UNFPA và nhiều tổ chức phi chính phủ khác.

### Sự công nhận
Washi đã được trao giải thưởng quốc tế Glenn Murphy bởi Câu lạc bộ phụ nữ tại trường đại học cũ của bà, Đại học bang Iowa, để ghi nhận công việc của bà đối với sự tiến bộ của phụ nữ ở Sudan.